# Massif du Mont-Tremblant
Le massif du Mont-Tremblant, ou massif de Tremblant, est un massif montagneux de la chaîne des Laurentides, au Québec.

## Toponymie
Le massif doit son nom à sa plus haute montagne, le mont Tremblant.

## Géographie

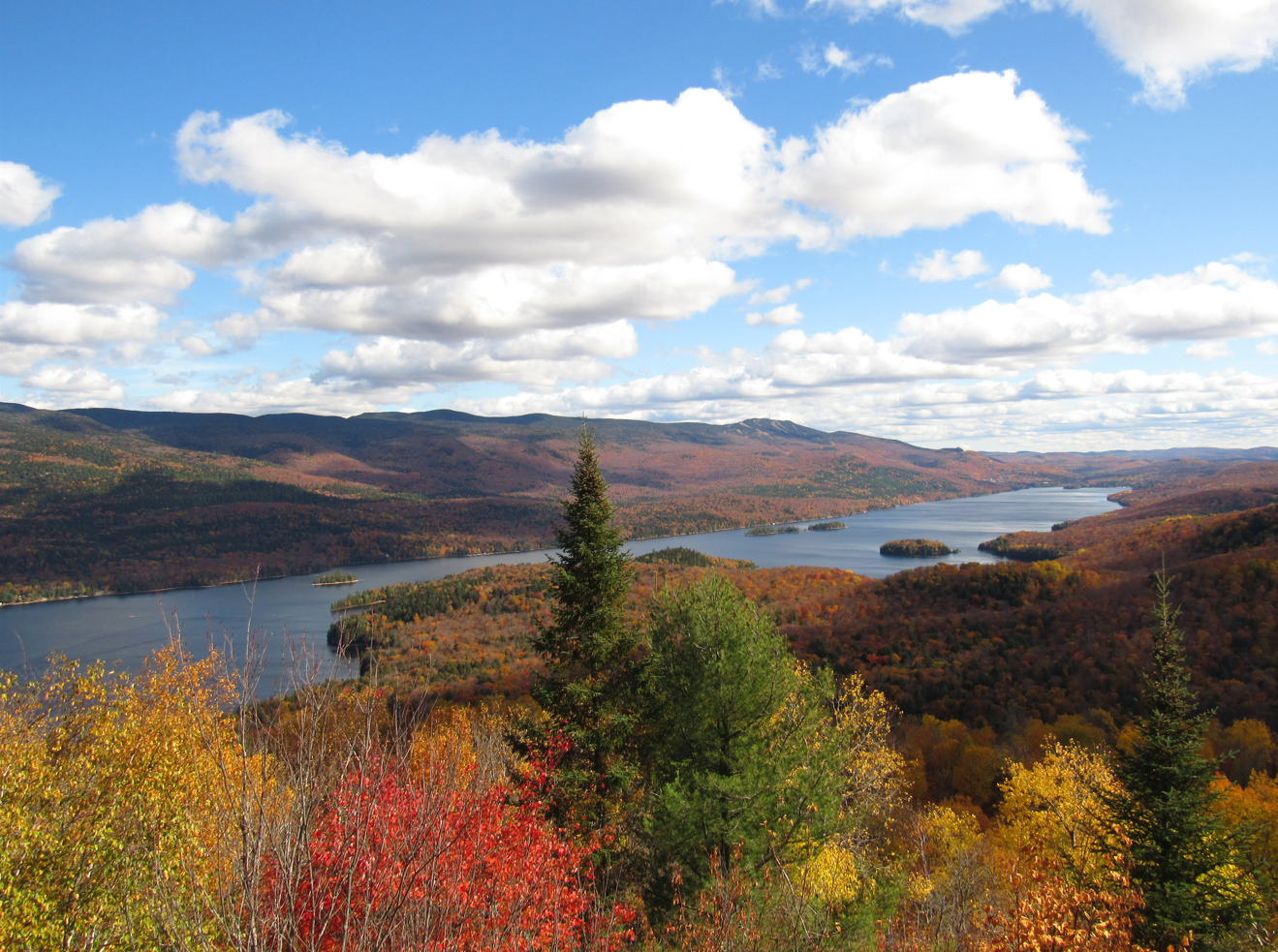
Massif du Mont-Tremblant et lac Tremblant vus depuis la montagne Verte.

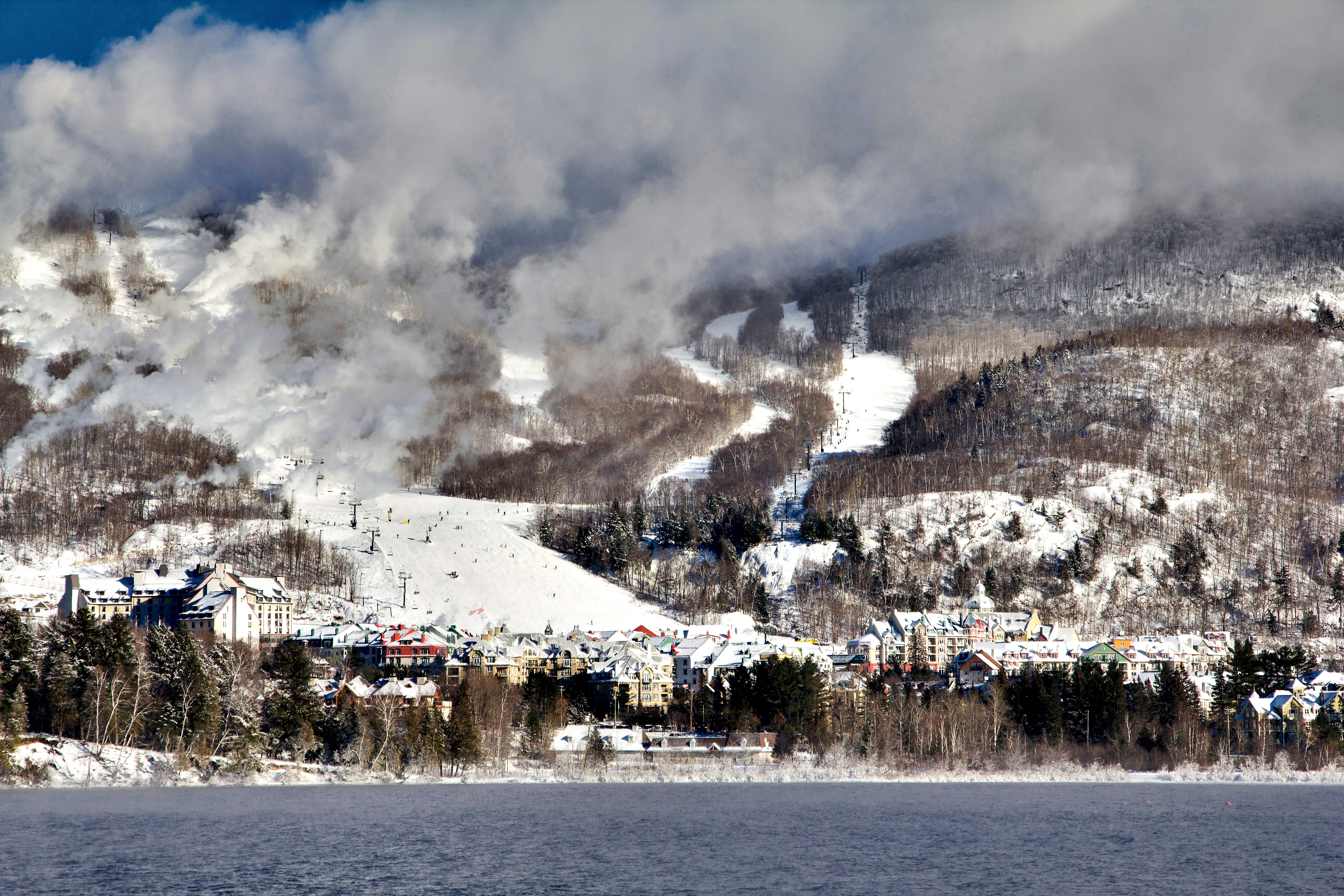
Paysage du massif du Mont-Tremblant.

### Localisation
Le massif se situe approximativement à l'intérieur du parc national du Mont-Tremblant et au sud de celui-ci. Il se distingue du reste des montagnes Laurentides environnantes par des sommets dépassant les 800 mètres.

### Topographie
Les principaux sommets sont :
1. le mont Tremblant (pic Johanssen) (932 m) ;
2. le mont Tremblant (pic Pangman) (899 m) ;
3. le mont Tremblant (The Edge) (844 m) ;
4. le mont Tremblant (pic White) (878 m) ;
5. la montagne Noire (892 m) ;
6. la montagne Blanche (883 m) ;
7. le Carcan (863 m) ;
8. le mont des Cenelles (850 m) ;
9. le mont Kaaikop (838 m) ;
10. le mont Bumpy (775 m) ;
11. le mont Jasper (775 m) ;
12. la Vache Noire (750 m) ;
13. le mont Ouareau (692 m) ;
14. le mont Gorille (545 m).